# Verrugas-Brücke
Die Verrugas-Brücke (spanisch: Viaducto de Verrugas oder, heute häufiger, Puente Carrión) in Peru ist die größte Eisenbahnbrücke auf der Bahnstrecke Lima–La Oroya im Tal des Río Rímac.
Sie steht zwischen den Orten San Bartolome und San Jeronimo de Surco am km 84,4 in einer Höhe von 1800 m ü. M. und führt das hoch am Hang liegende Bahngleis über einen steilen und tief eingeschnittenen Bergbach.
Die Stahl-Fachwerkbrücke ist einschließlich einer kurzen Rampe 218 m lang. Sie wird von zwei Fachwerkpfeilern gestützt, die auf großen Betonsockeln an den Hängen des Bachbettes stehen. Sie besteht aus 22 Fächern, die nicht gedeckt sind, so dass zwischen und neben den Gleisen der Blick in die Tiefe geht. Am Rand der Brücke ist ein Fußgängersteg angeordnet.

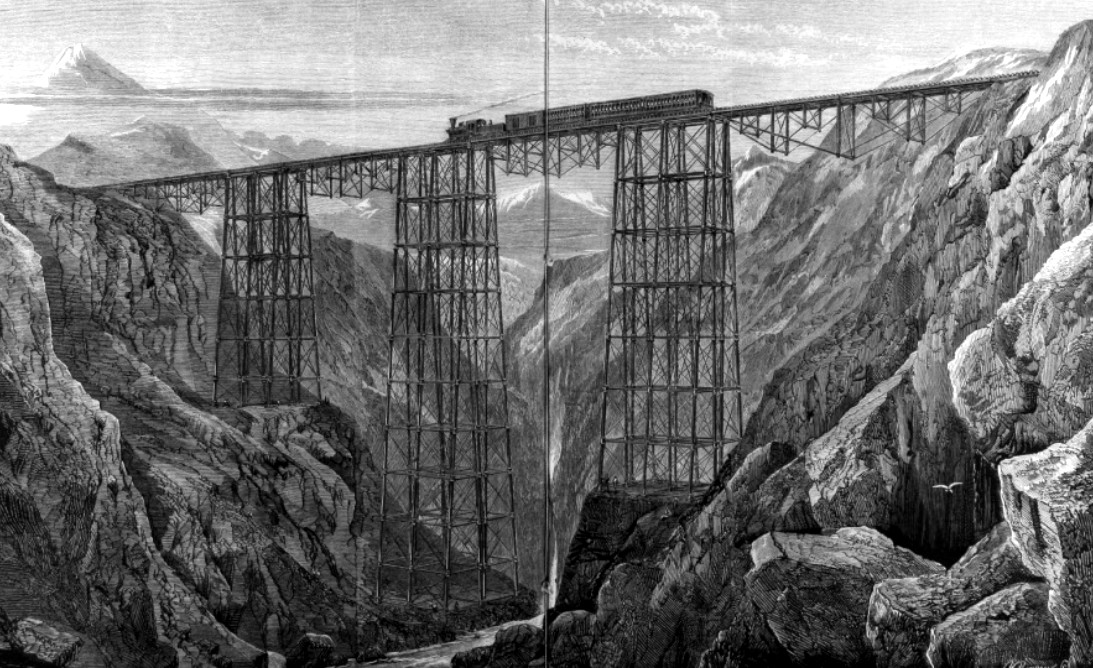
Die erste Brücke mit Fink-Trägern

Die erste, schmiedeeiserne Brücke entstand im Rahmen des Baus der Strecke, die der US-Amerikaner Henry Meiggs 1869 mit der peruanischen Regierung vereinbart hatte. Sie wurde von der Baltimore Bridge Co. geplant, unter deren örtlichem Bauleiter Leffert L. Buck gebaut und im Januar 1873 in Betrieb genommen. Sie war damals die drittgrößte Brücke weltweit. Sie war 175,26 m (575 ft) lang und bestand aus drei 100 ft und einem 125 ft langen Fink-Träger und drei 50 ft langen Pfeilern. Die Pfeiler waren 44,20 m bzw. 76,81 m und 54,25 m hoch und bestanden aus 12 sechsteiligen Phoenix Columns, die entsprechend der Pfeilerhöhe übereinander montiert waren.
Als der Bau der Eisenbahnstrecke die Küstenregion verlassen und in Lagen über 1000 m angekommen war, trat bei den unter schlechtesten hygienischen Verhältnissen lebenden Arbeitern eine völlig neuartige Erkrankung auf. Die Arbeiter litten zuerst an hohem Fieber, bevor viele an schweren Anämien (Blutarmut) und aufgrund von Sekundärinfektionen wie Miliartuberkulose, Shigellosen und Salmonellosen verstarben. Diese Krankheit wurde später als Oroya-Fieber beschrieben, in deren Spätstadium sich als Verruga peruana bezeichnete Warzen entwickeln. Der Zusammenhang zwischen dem Fieber und den Warzen wurde durch den tödlich verlaufenen Selbstversuch des peruanischen Medizinstudenten Daniel Alcides Carrión (1857–1885) nachgewiesen, nach dem später die Krankheit und (neben anderen Gebäuden) auch die Brücke benannt wurden.

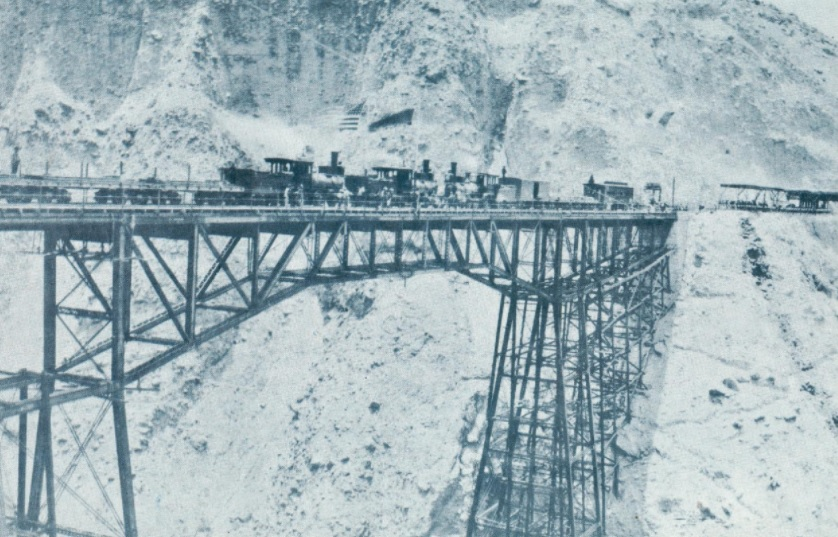
Belastungsprobe der zweiten Brücke, 1890. Die linke Lok ist Rogers Mogul N° 13 Santo Domingo

Im März 1889 wurde die Brücke durch den reißenden Bergbach und einen Hangrutsch zerstört. Die zweite Brücke wurde von Leffert L. Buck als Auslegerbrücke geplant und nach sechsmonatiger Bauzeit Ende 1890 fertiggestellt.
Die dritte, heutige Brücke wurde als Ersatz der älteren Brücke notwendig, da sie den gestiegenen Verkehrslasten nicht mehr gewachsen war. Sie wurde 1937 von Cleveland Bridge & Engineering Co. gebaut.